# Nychiodes divergaria
Nychiodes divergaria är en fjärilsart som beskrevs av Otto Staudinger 1892. Nychiodes divergaria ingår i släktet Nychiodes och familjen mätare. Inga underarter finns listade i Catalogue of Life.